# Dansk Center for Internationale Studier og Menneskerettigheder
Dansk Center for Internationale Studier og Menneskerettigheder, DCISM, var et institut under Udenrigsministeriet. Centret blev etableret i 2003 som en sammenlægning af en række institutioner, der hidtil havde eksisteret som selvstændige enheder. 
Det blev opløst med udgangen af 2012, og opdelt i to uafhængige institutter:
1. Dansk Institut for Internationale Studier, der omfattede de hidtidige aktiviteter under Dansk Udenrigspolitisk Institut, Center for Udviklingsforskning og Center for Freds- og Konfliktforskning. De hidtidige aktiviteter under Dansk Center for Holocaust- og Folkedrabsstudier indgik som en særlig sektion.
2. Institut for Menneskerettigheder, omfattende de hidtidige aktiviteter under Det Danske Center for Menneskerettigheder.